# Galibi-Marworno
I Galibi-Marworno (o anche Galibi do Uaçá) sono un piccolo gruppo etnico del Brasile che ha una popolazione stimata in circa 1.825 individui.
Parlano la lingua caribe e sono principalmente di fede animista. Vivono nello Stato brasiliano dell'Amapá.